# Павленков, Флорентий Фёдорович
Флоре́нтий Фёдорович Павле́нков (8 [20] октября 1839, Кирсановский уезд, Тамбовская губерния, Российская империя — 8 [20] января 1900, Ницца, Франция) — русский книгоиздатель и редактор, просветитель. Создатель серии книг «Жизнь замечательных людей».

## Биография и издательская деятельность
Родился в Тамбовской губернии 8 (20) октября 1839 года в семье помещика Фёдора Яковлевича Павленкова, получившему дворянство за военную службу. Его дед, прадед и прапрадед происходили из слободских украинских казаков и служили при полковой канцелярии в Острогожске. Мать Флорентия, Варвара Николаевна (в девичестве Гулевич), была третьей женой Фёдора Яковлевича Павленкова. От предыдущих браков у него было восемь детей. В третьем браке родились ещё двое сыновей и дочь. Обеих этих сыновей очень рано отдали на воспитание в Тамбовский кадетский корпус, который в то время представлял собой малолетнее отделение Воронежского кадетского корпуса. Затем был переведён в петербургский Первый кадетский корпус, из которого был выпущен в 1859 году и Михайловскую артиллерийскую академию (1861). Служил в конной артиллерии в Киевском и Брянском арсеналах. Вышел в отставку в 1866 году в звании поручика.
Начал издательскую деятельность в Санкт-Петербурге переводом и изданием «Полного курса физики» Гано. Открыл книжный магазин (по адресу Невский проспект, 36).
В 1867 году за издание 2-й части сочинений Д. И. Писарева подвергся судебному преследованию, но был оправдан. В 1868 году за речь на похоронах Писарева был заключён в Петропавловскую крепость и сослан в Вятскую губернию. Был арестован в Вятке осенью 1874 года. В 1877 году вернулся в Петербург, неоднократно подвергался обыскам и арестам. В 1880 году за связь с революционерами выслан в Сибирь, вернулся из ссылки в 1881 году по представлении надежных поручителей и с подчинением полицейскому надзору сроком на 5 лет.
В Вятке составил «Наглядную азбуку для обучения и самообучения грамоте», удостоенную почётного отзыва на всемирной выставке 1873 году в Вене и выдержавшую более двадцати изданий.
Издавал в основном книги, рассчитанные на массовую аудиторию: сочинения русских классиков, иллюстрированные библиотеки русской и западноевропейской литературы для детей, научную переводную литературу, научно-популярные библиотеки.
Особое место занимала биографическая серия «Жизнь замечательных людей» (было издано около 200 биографий, написанных гуманитариями старой Руси), выходившая с 1890 по 1915 гг., первая в Европе универсальная библиографическая коллекция, имевшая большой успех: 40 дореволюционных переизданий, более 1,5 миллионов экземпляров. Серией охвачены выдающиеся люди: основатели религий, философы, святые, музыканты, учёные, полководцы, путешественники, изобретатели, начиная с Сократа и Александра Македонского, и заканчивая Львом Толстым, Лобачевским и Сольвьёвым.
Также издавались произведения марксистско-социалистической направленности (Ф. Энгельса, А. И. Герцена, В. Г. Белинского , Д. И. Писарева и др.)
В 1899 году издал знаменитый «Энциклопедический словарь», снабжённый большим количеством рисунков, портретов и карт. Впоследствии эта книга переиздавалась шесть раз с изменениями и дополнениями. Всего издательство Павленкова выпустило в свет более 750 наименований книг тиражом более 3,5 млн экземпляров.
Также, им издавался «Словарь иностранныхъ словъ, вошедшихъ въ составъ Русскаго языка», 1 и 2 издания в типографии Ю. Н. Эрлиха в Санкт-Петербурге в 1900 и 1907 гг., 3-е издание в 1921 г. в издании книжного магазина Майзеля (Max N. Maisel) в Нью-Йорке.
С 1890 года жил в доме № 6 на Малой Итальянской улице (улица Жуковского с 1902 г.), 6.
Умер в Ницце 8 (20) января 1900 года. Был похоронен в Санкт-Петербурге на Литераторских мостках Волкова кладбища. Надгробие (скульптор И. Я. Гинцбург) создано в начале 1900-х годов.
Свой капитал завещал на устройство бесплатных библиотек и читален в деревнях. С 1901 года по 1911 год на завещанные им средства в 53 российских губерниях было открыто две тысячи бесплатных библиотек-читален. Его душеприказчик — В. И. Яковенко, известный общественный деятель своего времени, доложил о полном выполнении воли покойного на Первом Всероссийском съезде по библиотечному делу в 1911 году.
Издательство Павленкова существовало до 1917 года. В Советской России библиографическая библиотека Ф. Павленкова не переиздавалась и фактически была выключена из культурного обихода, трансформированная в горьковскую ЖЗЛ.

## Память

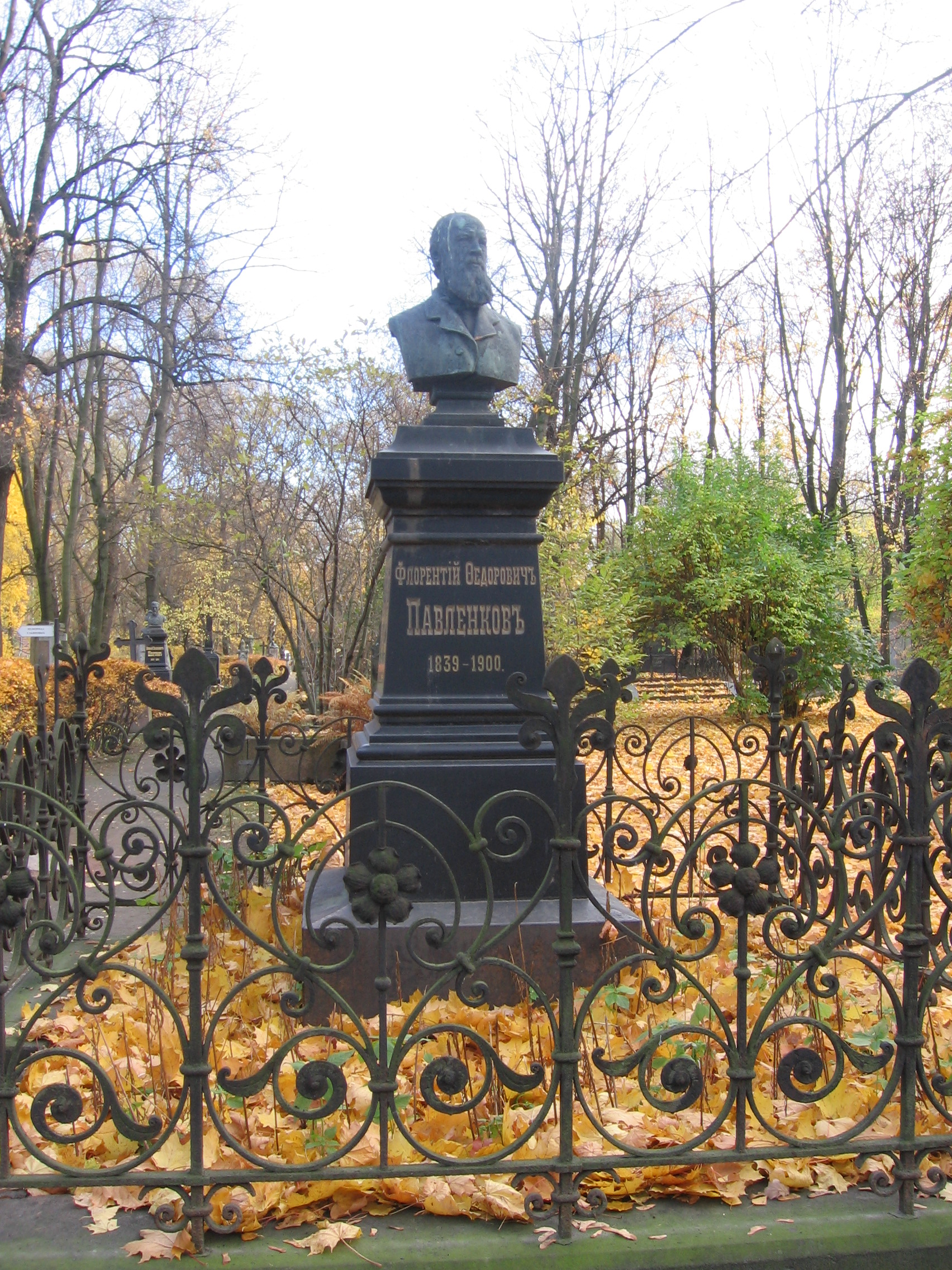
Надгробие Ф. Ф. Павленкова на Литераторских мостках

- В 90-е годы XX века образовалась общественная организация под названием «Содружество Павленковских библиотек», объединяющая библиотеки, открытые на средства Павленкова[6]. С 1979 проводятся библиотечные научно-практические конференции под названием «Павленковские чтения»[4].